# Референдар
Референдар (референдарій) (лат. referendarius від а referendo — доповідач) — доповідач у справах двору або церкви; в деяких державах особа, що спостерігала за додатком державної печатки до королівських листів. При дворі константинопольського патріарха так називали вищих сановників, які спілкувалися від особи патріарха з імператором і вельможами.
Референдар в Королівстві Польському і Великому князівстві Литовському — посадова особа, яка займалася прийомом скарг від приватних осіб і передачею їх змісту канцлеру, який, у свою чергу, доводив їх до відома короля і великого князя. Після того, як монарх розглядав прохання чи скаргу, референдар повідомляв про його рішення зацікавленій стороні.
У Польщі посади світського і духовного референдара були введені в 1507 році, у Великому князівстві Литовському відомі відповідно з 1539 і 1575 років. Таким чином, після утворення єдиної держави — Речі Посполитої — було 4 референдари.
Референдарі, постійно перебуваючи біля монарха, були його радниками. У 1633 році духовний референдар отримав право бути присутнім на засіданнях Сенату з правом дорадчого голосу. Духовний референдар був головою референдарського суду, де приймав рішення одноосібно. Вищою апеляційною інстанцією по відношенню до референдарського суду був так званий асесорський (королівський) суд.